# 代數閉域
在數學上，一個域{\displaystyle F}被稱作代數閉域，若且唯若任何係數属于{\displaystyle F}且次數大於零的單變數多項式在{\displaystyle F}裡至少有一個根。代数闭域一定是无限域。

## 例子
舉例明之，實數域並非代數閉域，因為下列實係數多項式無實根：
{\displaystyle x^{2}+1=0}
同理可證有理數域非代數閉域。此外，有限域也不是代數閉域，因為若{\displaystyle a_{1},\ldots ,a_{n}}列出{\displaystyle F}的所有元素，則下列多項式在{\displaystyle F}中沒有根：
{\displaystyle (x-a_{1})(x-a_{2})\cdots (x-a_{n})+1\,}
反之，複數域則是代數閉域；這是代數基本定理的內容。另一個代數閉域之例子是代數數域。

## 等價的刻劃
給定一個域{\displaystyle F}，其代數封閉性與下列每一個性質等價：

### 不可约多项式若且唯若一次多项式
域 {\displaystyle F} 是代数闭域，当且仅当环 {\displaystyle F[x]} 中的不可约多项式是而且只能是一次多项式。
“一次多项式是不可约的”的断言对于任何域都是正确的。如果 {\displaystyle F} 是代数闭域，{\displaystyle p(x)} 是 {\displaystyle F[x]} 的一个不可约多项式，那么它有某个根 {\displaystyle a}，因此 {\displaystyle p(x)} 是 {\displaystyle x-a} 的一个倍数。由于 {\displaystyle p(x)} 是不可约的，这意味着对于某个 {\displaystyle k\in F\backslash \{0}\}，有 {\displaystyle p(x)=k(x-a)}。另一方面，如果 {\displaystyle F} 不是代数闭域，那么存在 {\displaystyle F[x]} 内的某个非常数多项式 {\displaystyle p(x)} 在 {\displaystyle F} 内没有根。设 {\displaystyle q(x)} 为 {\displaystyle p(x)} 的某个不可约因子。由于 {\displaystyle p(x)} 在 {\displaystyle F} 内没有根，因此 {\displaystyle q(x)} 在 {\displaystyle F} 内也没有根。所以，{\displaystyle q(x)} 的次数大于一，因为每一个一次多项式在 {\displaystyle F} 内都有一个根。

### 每一个多项式都是一次多项式的乘积
域 {\displaystyle F} 是代数闭域，当且仅当每一个系数位于次数 {\displaystyle F} 内的 {\displaystyle n\geq 1} 的多项式 {\displaystyle p(x)} 都可以分解成线性因子。也就是说，存在域 {\displaystyle F} 的元素 {\displaystyle k,x_{1},x_{2},\cdots ,x_{n}}，使得 {\displaystyle p(x)=k(x-x_{1})(x-x_{2})\cdots (x-x_{n})}。
如果 {\displaystyle F} 具有这个性质，那么显然 {\displaystyle F[x]} 内的每一个非常数多项式在 {\displaystyle F} 内都有根；也就是说，{\displaystyle F} 是代数闭域。另一方面，如果 {\displaystyle F} 是代数闭域，那么根据前一个性质，以及对于任何域 {\displaystyle K}，任何 {\displaystyle K[x]} 内的多项式都可以写成不可约多项式的乘积，推出这个性质对 {\displaystyle F} 成立。

### Fn{\displaystyle F^{n}}的每一个自同态都有特征向量
域 {\displaystyle F} 是代数闭域，当且仅当对于每一个自然数 {\displaystyle n}，任何从 {\displaystyle F^{n}} 到它本身的线性映射都有某个特征向量。
{\displaystyle F^{n}} 的自同态具有特征向量，当且仅当它的特征多项式具有某个根。因此，如果 {\displaystyle F} 是代数闭域，每一个 {\displaystyle F^{n}} 的自同态都有特征向量。另一方面，如果每一个 {\displaystyle F^{n}} 的自同态都有特征向量，设 {\displaystyle p(x)} 为 {\displaystyle F[x]} 的一个元素。除以它的首项系数，我们便得到了另外一个多项式 {\displaystyle q(x)}，它有根当且仅当 {\displaystyle p(x)} 有根。但如果 {\displaystyle q(x)=x^{n}+a_{n-1}x^{n-1}+\cdots +a_{0}}，那么 {\displaystyle q(x)} 是以下友矩阵的特征多项式：
{\displaystyle {\begin{pmatrix}0&0&\cdots &0&-a_{0}\\1&0&\cdots &0&-a_{1}\\0&1&\cdots &0&-a_{2}\\\vdots &\vdots &\ddots &\vdots &\vdots \\0&0&\cdots &1&-a_{n-1}\end{pmatrix}}.}

### 有理表达式的分解
域 {\displaystyle F} 是代数闭域，当且仅当每一个系数位于 {\displaystyle F} 内的一元有理函数都可以写成一个多项式函数与若干个形为 {\displaystyle {\frac {a}{(x-b)^{n}}}}的有理函数之和，其中 {\displaystyle n} 是自然数，{\displaystyle a} 和 {\displaystyle b} 是 {\displaystyle F} 的元素。
如果 {\displaystyle F} 是代数闭域，那么由于 {\displaystyle F[x]} 内的不可约多项式都是一次的，根据部分分式分解的定理，以上的性质成立。
而另一方面，假设以上的性质对于域 {\displaystyle F} 成立。设 {\displaystyle p(x)} 为 {\displaystyle F[x]} 内的一个不可约元素。那么有理函数 {\displaystyle {\frac {1}{p}}} 可以写成多项式函数 {\displaystyle q} 与若干个形为 {\displaystyle {\frac {a}{(x-b)^{n}}}} 的有理函数之和。因此，有理表达式
{\displaystyle {\frac {1}{p(x)}}-q(x)={\frac {1-p(x)q(x)}{p(x)}}}
可以写成两个多项式的商，其中分母是一次多项式的乘积。由于 {\displaystyle p(x)} 是不可约的，它一定能整除这个乘积，因此它也一定是一个一次多项式。

## 代數閉包
設{\displaystyle E\supset F}為代數擴張，且{\displaystyle E}是代數閉域，則稱{\displaystyle E}是{\displaystyle F}的一個代數閉包。可以視之為包含{\displaystyle F}的最小的代數閉域。
若我們承認佐恩引理（或其任一等價陳述），則任何域都有代數閉包。設{\displaystyle E,E'}為任兩個{\displaystyle F}的代數閉包，則存在環同構{\displaystyle \sigma :E{\stackrel {\sim }{\rightarrow }}E'}使得{\displaystyle \sigma |_{F}=\mathrm {id} _{F}}；代數閉包在此意義上是唯一的，通常記作 {\displaystyle F^{\mathrm {alg} }} 或{\displaystyle {\bar {F}}}。

## 文獻
- S. Lang, Algebra, Springer-Verlag, 2004, ISBN 0-387-95385-X
- Bartel Leendert van der Waerden 和 B. L. van der Waerden, Algebra I, Springer-Verlag, 1991, ISBN 0-387-97424-5